# سرخرگ تخمدانی
سرخرگ تخمدانی (انگلیسی: Ovarian artery) سرخرگی است که در زنان خون اکسیژن‌دار را به تخمدان می‌رساند.
خاستگاه آن آئورت شکمی و پراکندگی و پایان آن در میزنای، تخمدان، و لوله رحمی است.
شاخه‌های آن عبارتند از شاخه‌های میزنایی (ureteral) و لوله رحمی.